# Franco Agnesi
Franco Maria Giuseppe Agnesi (Milano, 4 dicembre 1950) è un vescovo cattolico italiano, dal 24 maggio 2014 vescovo ausiliare di Milano.

## Biografia
Nasce a Milano, città capoluogo di provincia e sede arcivescovile, il 4 dicembre 1950. Cresce a Legnano, nella parrocchia di San Domenico.

### Formazione e ministero sacerdotale
Compie il percorso di studi nel Seminario arcivescovile di Milano.
L'8 giugno 1974 è ordinato presbitero, nella cattedrale di Milano, dal cardinale Giovanni Colombo.
Dopo l'ordinazione è nominato vicerettore del seminario teologico di Saronno, incarico che ricopre fino al 1980, quando diviene assistente diocesano del settore giovani di Azione Cattolica. Dal 1989 è assistente diocesano generale della stessa Associazione laicale e responsabile dell'Ufficio diocesano di pastorale giovanile. Nel 1995 è nominato dal cardinale Carlo Maria Martini provicario generale dell'arcidiocesi e moderatore della curia arcivescovile di Milano. Il 15 luglio dello stesso anno riceve da papa Giovanni Paolo II il titolo onorifico di prelato d'onore di Sua Santità.
Dal 1994 al 1995 è inoltre direttore della Fondazione oratori milanesi (FOM), della quale nel 1995 diventa presidente, incarico che mantiene fino al 2002. Dal 1995 al 2003 ricopre anche il significativo ruolo di presidente della Caritas Ambrosiana e gli incarichi di presidente del Consiglio per gli affari economici dell'arcidiocesi e della Consulta diocesana di pastorale universitaria. Dal 1998, inoltre, è presidente della Commissione arcivescovile per le onorificenze pontificie e del Coordinamento delle unioni professionali cattoliche.
Nel 2003 diventa parroco di San Giovanni Battista a Cesano Boscone e nel 2005 assume l'incarico di decano del decanato di Cesano Boscone. Nel 2008 è nominato prevosto di San Giovanni Battista a Busto Arsizio e nel 2009 diventa decano del decanato di Busto Arsizio.
Il 5 aprile 2012, durante la Messa del crisma, il cardinale Angelo Scola rende nota la sua nomina a vicario episcopale per la zona pastorale II di Varese, la più estesa dell'intera diocesi: la nomina diviene effettiva il 29 giugno successivo.

### Ministero episcopale
Il 24 maggio 2014 papa Francesco lo nomina vescovo ausiliare di Milano e vescovo titolare di Dusa. Il 28 giugno seguente riceve l'ordinazione episcopale, nella cattedrale di Milano, con i vescovi Pierantonio Tremolada e Paolo Martinelli, dal cardinale Angelo Scola, co-consacranti il cardinale Dionigi Tettamanzi e il vescovo Mario Delpini (poi arcivescovo). Nel pomeriggio dello stesso giorno presiede la sua prima messa da vescovo nel santuario del Sacro Monte di Varese. È inoltre il primo vescovo originario della città di Legnano.
Ricopre l'incarico di delegato della Conferenza episcopale lombarda per la pastorale dei migranti ed è membro della Commissione episcopale per le migrazioni in seno alla Conferenza episcopale italiana.
Il 29 marzo 2018, durante la Messa del crisma, l'arcivescovo Mario Delpini rende nota la sua nomina a vicario generale dell'arcidiocesi, effettiva dal 29 giugno seguente; succede nell'incarico allo stesso mons. Delpini.

## Genealogia episcopale
La genealogia episcopale è:
- Cardinale Scipione Rebiba
- Cardinale Giulio Antonio Santori
- Cardinale Girolamo Bernerio, O.P.
- Arcivescovo Galeazzo Sanvitale
- Cardinale Ludovico Ludovisi
- Cardinale Luigi Caetani
- Cardinale Ulderico Carpegna
- Cardinale Paluzzo Paluzzi Altieri degli Albertoni
- Papa Benedetto XIII
- Papa Benedetto XIV
- Papa Clemente XIII
- Cardinale Marcantonio Colonna
- Cardinale Giacinto Sigismondo Gerdil, B.
- Cardinale Giulio Maria della Somaglia
- Cardinale Carlo Odescalchi, S.I.
- Cardinale Costantino Patrizi Naro
- Cardinale Lucido Maria Parocchi
- Papa Pio X
- Papa Benedetto XV
- Papa Pio XII
- Cardinale Eugène Tisserant
- Cardinale Bernardin Gantin
- Cardinale Angelo Scola
- Vescovo Franco Agnesi

## Opere
- Franco Agnesi, Il seme e la terra buona. Giovani e fede: per un cammino di «Appropriazione», Ancora, 1993, ISBN 9788876104268.
- Franco Agnesi, Franco Giulio Brambilla e Silvano Caccia, Lampada per i miei passi. Giovani preti e promozione delle vocazioni, Ancora, 1993, ISBN 9788876104565.
- Franco Agnesi, Franco Carnevali e Gianni Zappa, Tre minuti... Di bellezza, In Dialogo, 2000, ISBN 9788881231515.
- Franco Agnesi, Silvia Landra, Cristiano Passoni e Eugenio Zucchetti, Cristiani per questa città. Dentro un cambiamento d'epoca, Azione Cattolica Ambrosiana, 2020, ISBN 9788832047219.